# Thoropa
Thoropa is een geslacht van kikkers uit de familie Cycloramphidae. De groep werd voor het eerst wetenschappelijk beschreven door Edward Drinker Cope in 1865.
Er zijn zes soorten die allemaal leven in Zuid-Amerika en endemisch voorkomen in Brazilië.

## Soorten
Geslacht Thoropa
- Soort Thoropa lutzi
- Soort Thoropa megatympanum
- Soort Thoropa miliaris
- Soort Thoropa petropolitana
- Soort Thoropa saxatilis
- Soort Thoropa taophora

Cycloramphus · 
Thoropa · 
Zachaenus